# Француски салон
Салон, Француски салон, или Салон у Паризу, званична изложба умјетности у Паризу уз подршку француске државе. Настао је 1667. године када је Луј XIV подржао изложбу радова чланова Краљевске академије сликарства и вајарства, а име Салон је по томе што је изложба из 1699. године била организована у Салону Аполона палате Лувра. Послије 1737. Салон је постао годишња, а не (као до тада), спорадична манифестација, да би 1748. године био уведен систем за избор радова путем жирија. Током Француске револуције Салон је први пут био отворен за све француске умјетнике, иако су академичари наставили да контролишу већину изложби одржаних у 19. вијеку. Формирањем Друштва француских умјетника 1881. године, које преуизима одговорност за одржавања Салона, и са све већим значајем самосталних изложби стваралаштва авангардних умјетника, Салон је постепено губио свој утицај и престиж.

## Салон: велика јавна изложба
Салон је био француски модел великих јавних изложби које је спонзорисала монархија. Париски или француски Салон је одржаван периодично, обично сваке друге године и на њему је излагано стотине дјела, углавном чланова Француске краљевске академије сликарства и вајарства. Такође су излагана дјела талентованих студената Академије и одабраних страних умјетника. Као званични, јавни догађај, Салон је био отворен за сваког ко је желио да га посјети. Многе друге европске државе су касније слиједиле сличан модел, што је на почетку 19. вијека довело до пролиферације регуларних јавних изложби у скоро свим већим главним градовима Европе.
У раним годинама Салона, приступ незапамћеном броју умјетничких дјела, суочио је публику лицем у лице са неријетко збуњујућим варијацијама тема, стилова и техника. Да би помогли посјетиоцима да се снађу на изложби, појављују се први критичари који вриједнују естетске квалитете и пишу рецензије које се касније дијеле путем памфлета, објављују у новинама, или стижу до заинтересованих путем приватне претплате. За кратко вријеме критичари су почели да утичу на јавни укус у умјетности.Чак су и умјетници понекад слиједили њихове препоруке да би постали прихваћени у јавности.
Ови рани критичари умјетности су били посебно заинтересовани и специјализовали се за различите жанрове, посебно у сликарству. У то вријеме их је било пет: историјско сликарство (приказ библијских, митолошких, или историјских тема), пејзаж, портрет, мртва природа и, помало збуњујуће тзв. жанровско сликарство (сцене из свакодневнице).
Француска краљевска академија, у вријеме њеног оснивања 1648, сматрала је историјско сликарство највећим постигнућем за сликара, пошто су историјске теме захтијевале ерудицију и највећи могући степен техничог умијећа и вјештине. Засновано на темама старине или модерне историје, класичне митологије, или Светог писма, историјско сликарство је тражило одлично познавање важних књижевних и историјских текстова. Даље, у највећем броју историјских слика очекивало се једну или више античких херојских, неријетко нагих фигура (у туникама у случају светих тема), што је захтијевало одлично познавање анатомије, стога је цртање нагих модела било суштинско за образовање сваког сликара који би се опредијелио за овај жанр. Слике историјског жанра су постављане у замишљене градске средине, на бојном пољу, или другој врсти пејзажа, па је такође било веома важно бити вјешт и у жанру пејзажа.
Док су чланови и жири француске Академије пажњу јавности усмјеравала на историјско сликарство, које је имало васпитну улогу и утицало на разумијевање историје па и на јавни морал времена, рани критичари, као Денис Дидро (Denis Diderot), својим читаоцима су обраћали пажњу на друге жанрове, пејзаж, мртву природу и жанровско сликарство. Посебно пажљиви читаоци умјетничке критике су били трговци умјетности и колекционари, што је случај и данас.